# Eugenio Zordan
Eugenio Zordan (Milano, 11 maggio 1921 – 25 novembre 1990) è stato un calciatore italiano, di ruolo attaccante.

## Carriera
Nella stagione 1939-1940 ha militato nella Fiamma Cremisi Milano, mentre nella stagione 1940-1941 ha vestito la maglia del Ponte San Pietro, nel campionato di Serie C.
Dopo la fine della Seconda guerra mondiale ha giocato nuovamente a Ponte San Pietro nella Vita Nova, con cui nella stagione 1946-1947 ha vinto il campionato di Serie C e nella stagione 1947-1948 ha segnato 11 reti in 31 presenze in Serie B. A fine anno si è trasferito allo Spezia, società con cui nella stagione 1948-1949 ha militato in Serie B segnando 4 reti in 21 presenze in campionato.
Nella stagione 1949-1950, nella stagione 1950-1951 e nella stagione 1951-1952 ha invece giocato in Serie C con la maglia del Benevento.
In carriera ha giocato complessivamente 52 partite in Serie B, categoria in cui ha anche messo a segno 15 reti.

## Palmarès

### Club

#### Competizioni nazionali
- Serie C: 1

Vita Nova: 1946-1947